# Pietro Melchiorre Ferrari
Pietro Melchiorre Ferrari (* 2. Februar 1735 in Sissa bei Parma; † 3. Oktober 1787 in Parma) war ein italienischer Maler, der im Herzogtum Parma zu den führenden Künstlern seiner Zeit gehörte.

## Leben

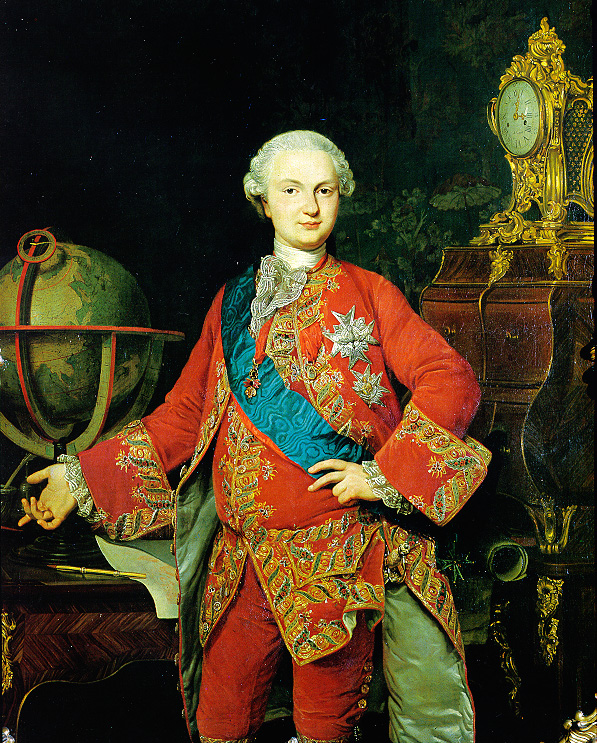
Herzog Ferdinand von Parma, Gemälde von Pietro Melchiorre Ferrari

Pietro Melchiorre Ferrari wurde als Sohn des Malers und Architekten Paolo Ferrari (1705–1792), der durch seine sakralen Gemälde bekannt wurde, geboren. Nach der Ausbildung durch seinen Vater studierte er zuerst bei dem Abt Giuseppe Peroni in Parma, danach ging er bei Vittorio Bigari in Bologna in die Schule. Anschließend kehrte er nach Parma zurück und besuchte die Akademie der bildenden Künste als ein Schüler von Giuseppe Baldrighi. Bei Wettbewerben an der Akademie von Parma erzielte er Erfolge, besonders mit einem historischen Thema (1760) „Seneca Svenato“ („Seneca öffnet sich die Adern“) und einem religiösen (1761) „Guarigione del paralitico“ („Heilung des Gelähmten“), die sich beide gegenwärtig mit anderen seiner Werke in der Nationalgalerie von Parma befinden. Seit dieser Zeit näherte er sich in seinen Werken der französischen Malerei im Stil des Antoine Watteau und Jean-Marc Nattier. Neben religiösen Themen, zu denen die Bilder „Sant'Anna“ und „Sacra Famiglia“ („Heilige Familie“) zählen, hat Ferrari bemerkenswerte Porträts, wie die von Frugoni, des Ministers du Tillot  und Herzog Ferdinands geschaffen. 1785 wurde er in Anerkennung seiner hervorragenden Porträtierkunst zum Hofporträtisten von Parma ernannt, verbunden mit dem Recht als Meister der Malerei ein eigenes Atelier zu betreiben.
Eines seiner Gemälde, das Altarbild „Messe des heiligen Gregor“ (1765/1768), ist in der Kirche San Giovanni di Nizza Monferrato erhalten, an dem seine Unterschrift auf der Rückseite der Leinwand entdeckt wurde. Es stellt die Vision von Papst Gregor dar, der die Gregorianischen Messen begründete.
Aus seinem Testament vom 30. August 1787 geht hervor, dass er seine Frau Alba Grazioli zur Erbin erklärte, da die einzige Tochter Fernanda drei Jahre zuvor verstorben war. Bestattet wurde er in der Kirche San Quintino in Parma.
Werke von Pietro Melchiorre Ferrari sind heute in Museen in Italien und im Ausland vertreten. Gemälde aus seiner Hand zieren in Parma und den umliegenden Orten zahlreiche Kirchen.

## Werke (Auswahl)
- „Frugoni in Arkadien“ (1763) (Nationalgalerie, Parma)
- „Sant'Anna“ (1774) (Nationalgalerie, Parma)
- „Sacra Famiglia“ (Collegio Alberoni, Piacenza)
- „La Bastardella“, (Porträt Ferrari zugeschrieben), Museo Glauco Lombardi – Sala Dorata (Goldener Saal), Parma
- „Flötenspieler“, Rötelzeichnung, Hamburger Kunsthalle – Kupferstichkabinett.

## Galerie

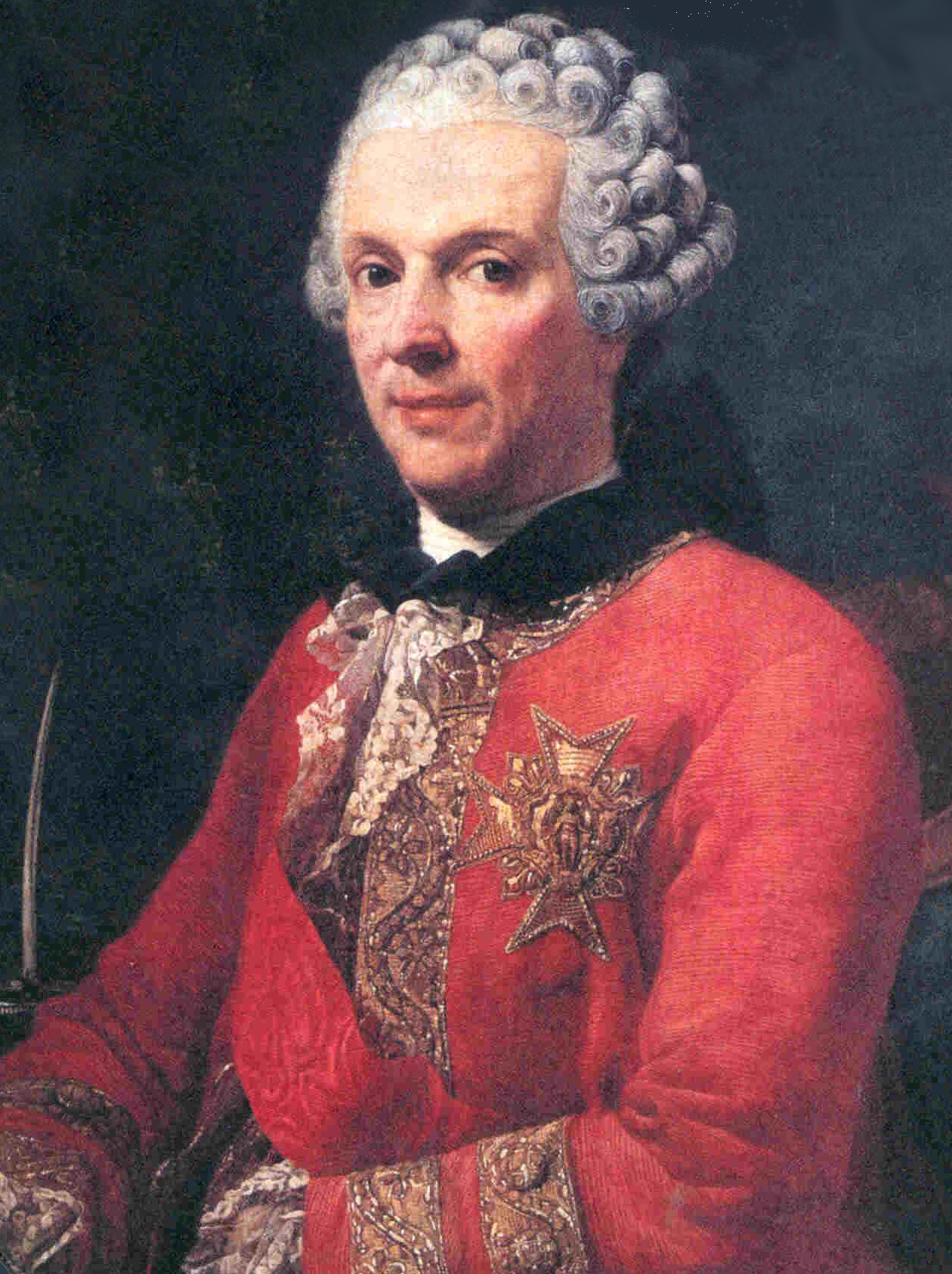
Guillaume du Tillot (1711–1774)
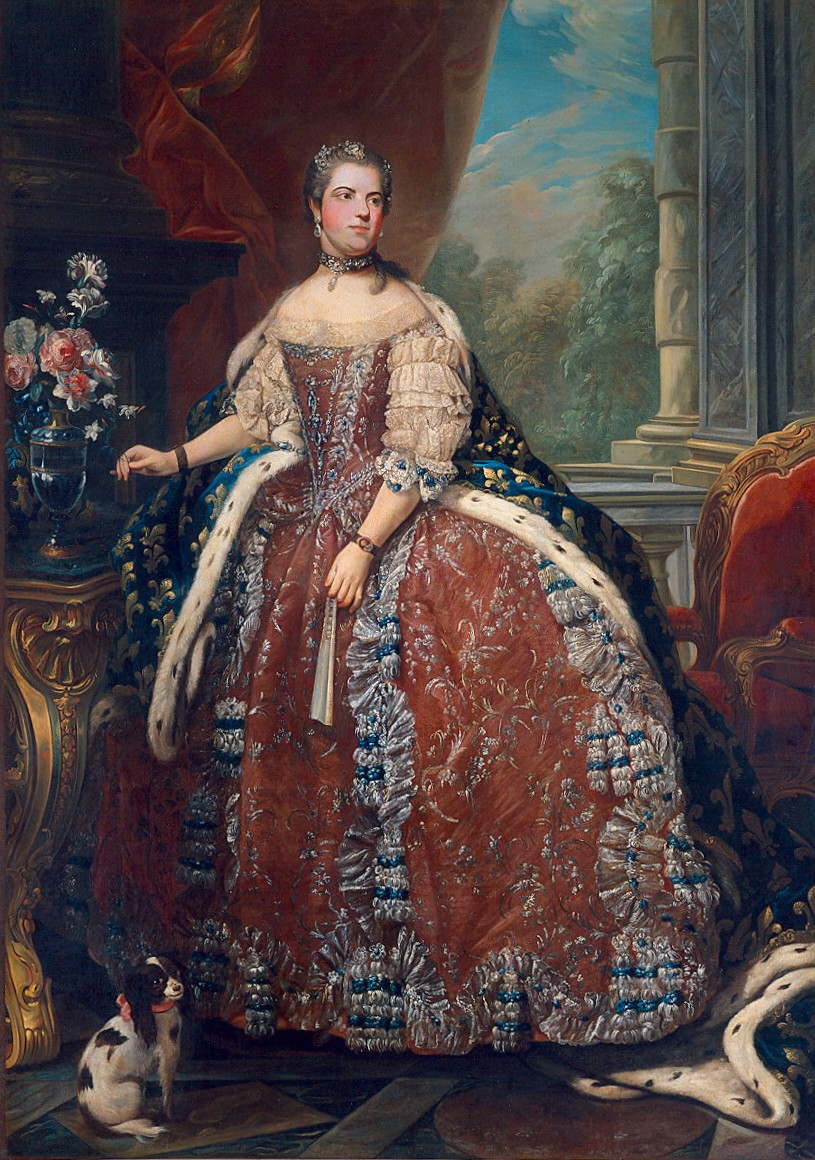
Herzogin Elisabeth von Parma (1727–1759)
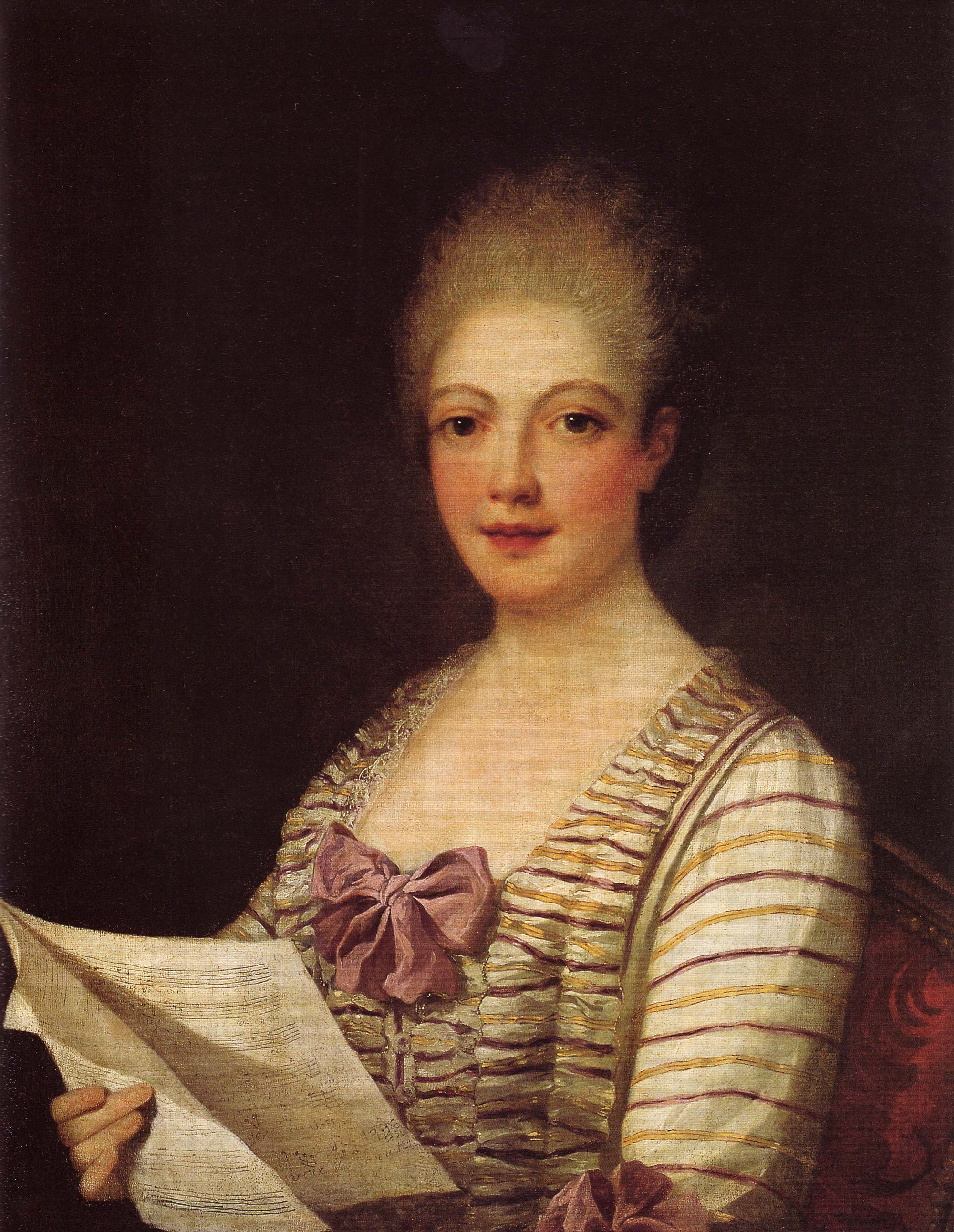
Lucrezia Agujari (1746–1783), genannt „La Bastardella“ („Die kleine Bastardin“), eine italienische Opernsängerin